# Ibanez GRG

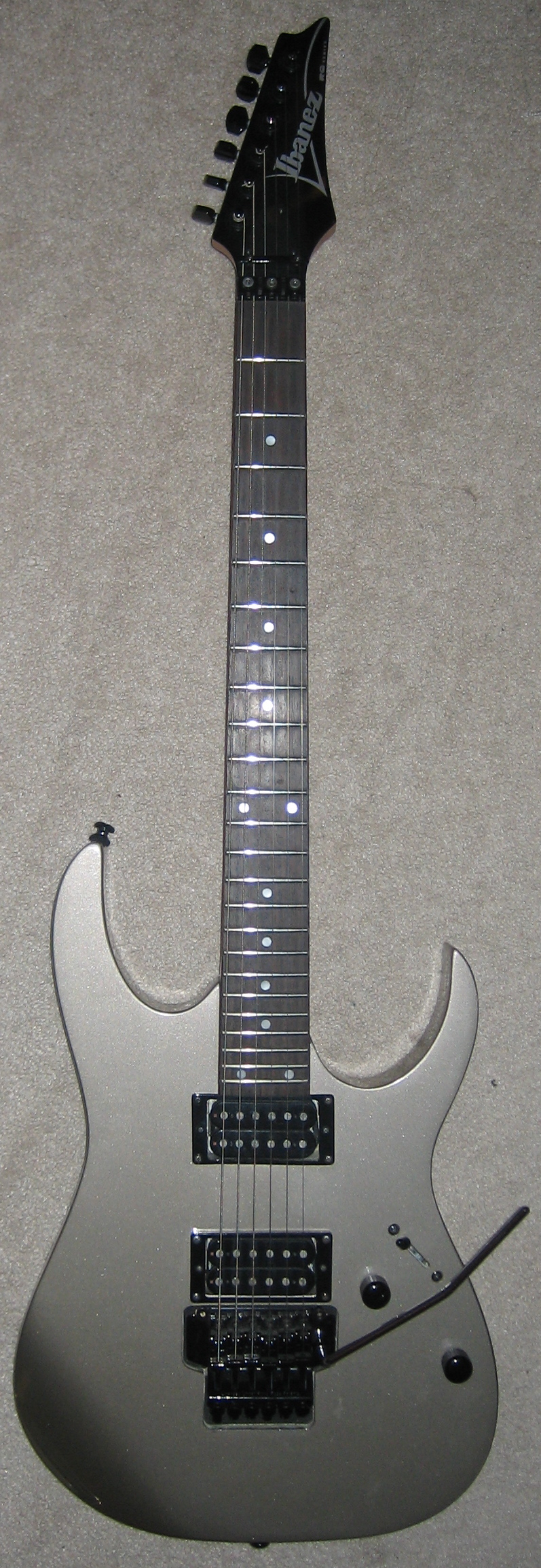
Ibanez RG model

De Ibanez GRG is een elektrische gitaar van het Japanse merk Ibanez. Het is een goedkopere en kwalitatief mindere variatie op de RG.

## Kenmerken
De GRG is een superstrat-gitaar en beschikt over een vibrato, twee humbuckers, een single coil en een 5-switchsysteem. De gebruikte Elementen zijn geproduceerd door POWERSOUND, welke budgetelementen zijn. Tegenover de andere Ibanez-gitaren wordt de GRG in China geproduceerd.
De GRG is populair omdat ze de speelbaarheid en het uiterlijk van de RG weerspiegelt. Ze zijn gericht op de beginnende gitaarspelers die zich nog geen duur instrument kunnen of willen veroorloven. 
Het uiterlijk en de technische specificaties van de GRG maken deze gitaar geschikt voor het spelen van rock, hard rock, metal en afgeleide hedendaagse muziekstijlen.

## Technische specificaties
De technische specificaties zijn op de componenten  na veelal gelijk aan de RG-serie.
- Hals Materiaal: Esdoorn
- Hals Type: Wizard III (imitatie)
- Body: Linde
- Frets: Medium frets
- Toets: Palissander met binding
- Brug: FAT 10 bridge of Floyd Rose type(GRG270)
- Hals-element: POWERSOUND1
- Midden-element: POWERSOUND-S
- Brug-element: POWERSOUND2

## Modellen
- GRG 70, een zeer standaard model dat bij All-In-One(inclusief versterker) sets geleverd wordt.
- GRG 121, een gitaar die zowel in startersets als gewoon los voorkomen (kwaliteit kan verschillen en uitzicht is lichtjes anders).
- GRG 170, een luxere en kwalitatief betere variant op de GRG70, deze worden niet in startersets verkocht.
- GRG 220, een luxere en kwalitatief betere variant op de GRG170 die alleen los verkocht is.
- GRG 270, een luxere variant op de GRG220 met een  imitatie-Floyd Rose-brug.